# Crack Attack!
Crack Attack! es un videojuego gratuito, libre y de código abierto desarrollado inicialmente por Daniel Nelson basado en el Tetris Attack de la consola Super Nintendo. Existen versiones para Linux, Windows, y Mac OS X, con licencia GNU General Public License. 
Otros desarrolladores se han ocupado de las adaptaciones a los otros sistemas operativos y de versiones posteriores y derivadas.

## Modalidades de juego
- Modo Solo - el jugador juega solo con objeto de conseguir la mayor puntuación posible.
- Modo dos jugadores / contra el ordenador - En lugar de un marcador aparece un reloj, que sirve para marcar la supervivencia de cada oponente, ganando el que más resista.
- también se puede jugar a dos jugadores a través de red local o internet.

- Modo X-treme - Es lo mismo que las modalidades anteriores pero incluye además nuevos tipos de bloques y de basura.

### Concepto
El jugador debe evitar que una pila de bloques que van cayendo continuamente haga que la pila vaya subiendo y llegue a la parte de arriba de la pantalla, lo que significa el final del juego. Al principio la pila sube despacio pero a medida que pasa el tiempo la velocidad aumenta. El jugador debe eliminar bloques poniendo tres o más bloques del mismo color en una línea, tanto en horizontal como en vertical. Como cada vez que se juega se intercambian las posiciones de solo dos bloques horizontales adyacentes los movimientos más eficaces son los que con un solo movimiento se consiguen eliminar varias filas, en general de manera consecutiva, puesto que la puntuación se multiplica cuando se hacen estas eliminaciones consecutivas. 
En el modo extremo, se genera basura cuando se hacen combos o eliminaciones consecutivas, lo que aumenta la dificultad del juego.